# ال.جی. اسمیت
 لیزا جین اسمیت (انگلیسی: Lisa Jane Smith؛ ۴ سپتامبر ۱۹۶۵) یک نویسنده اهل کالیفرنیا ایالات متحده آمریکا است.